# Duché d'Anhalt-Bernbourg
 (janvier 2024).
Si vous disposez d'ouvrages ou d'articles de référence ou si vous connaissez des sites web de qualité traitant du thème abordé ici, merci de compléter l'article en donnant les références utiles à sa vérifiabilité et en les liant à la section « Notes et références ».
1252-–1468
1603-–1863
Entités précédentes :
- Principauté d'Anhalt

Entités suivantes :
- Duché d'Anhalt-Dessau

La principauté, puis le duché d'Anhalt-Bernbourg fut un État du Saint-Empire romain germanique jusqu'en 1806, de la confédération du Rhin de 1806 à 1813, et de la Confédération germanique à partir de 1815. Il a existé entre 1252 et 1463 puis de 1603 à 1863, année où Anhalt-Bernbourg est incorporée au duché d'Anhalt. 

## Histoire

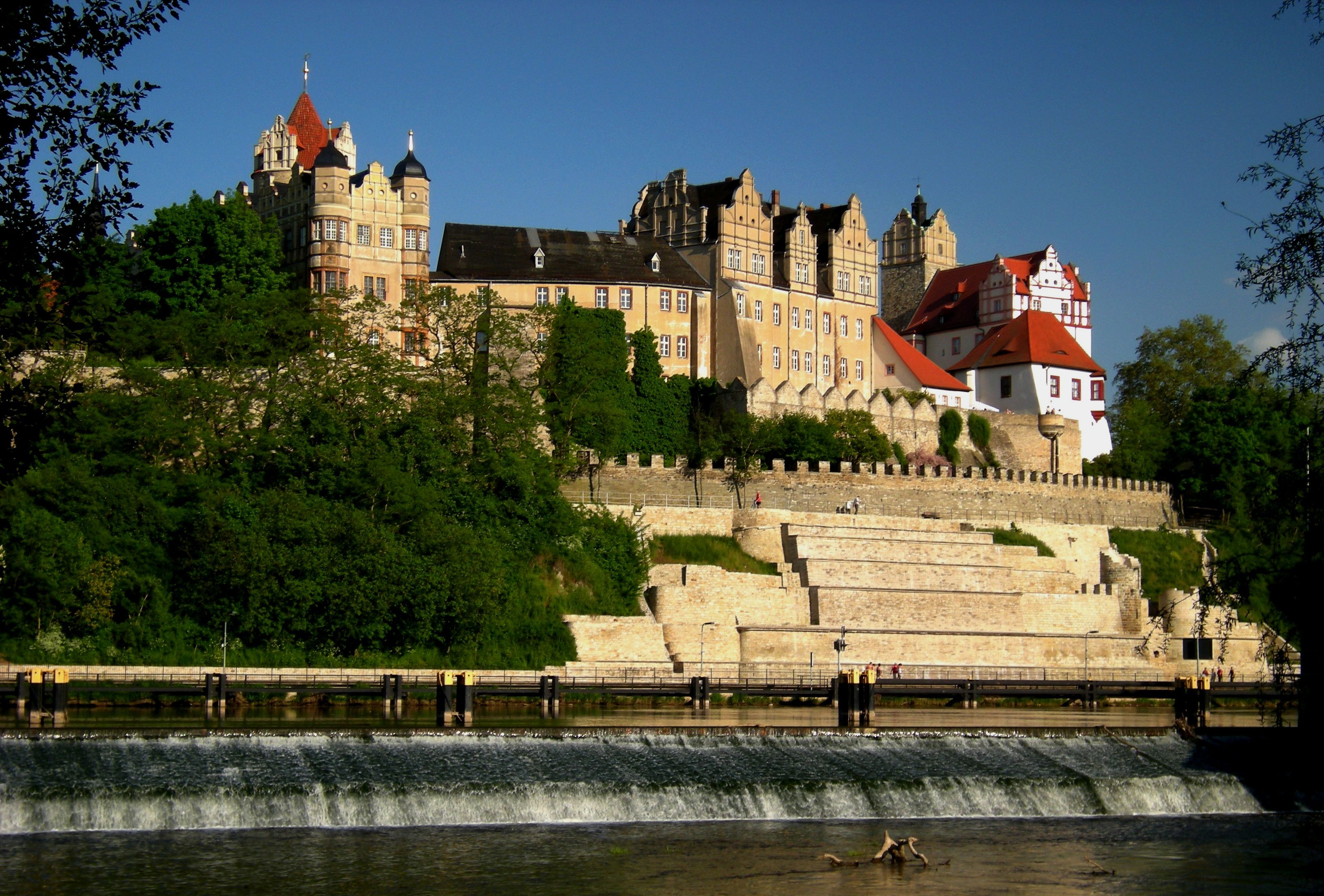
Le château de Bernbourg.

Anhalt-Bernbourg naît de la scission de la principauté d'Anhalt entre les trois fils du prince Henri Ier de la maison d'Ascanie : la principauté d'Anhalt-Aschersleben, la principauté Anhalt-Bernbourg et la principauté d'Anhalt-Zerbst. C'est son second fils, Bernard Ier, qui s'adjuge la région située autour du château de Bernbourg sur la Saale, à la frontière de l'ancienne marche de l'Est saxonne. 
La lignée d'Anhalt-Aschersleben disparaît déjà en 1315 et le titre de prince passa à Bernard II d'Anhalt-Bernbourg. En même temps, l'annexion du territoire par son frère, l'évêque Albert Ier d'Halberstadt, a eu pour conséquence un conflit violent : les évêques maintinrent le contrôle sur les domaines autour le siège d'Aschersleben, tandis que les terres d'Harzgerode et de Ballenstedt au sud-ouest revinrent à la maison d'Anhalt-Bernbourg. La branche s'éteint en 1468, à la mort du prince Bernard VI d'Anhalt-Bernbourg, et la région revient à son cousin Georges Ier d'Anhalt-Dessau. 
En 1603, l'Anhalt réunifié est à nouveau divisé en cinq : principauté d'Anhalt-Dessau, principauté d'Anhalt-Köthen, principauté d'Anhalt-Plötzkau, principauté d'Anhalt-Bernbourg et principauté d'Anhalt-Zerbst. Cette nouvelle lignée d'Anhalt-Bernbourg s'éteint en 1863, et Bernbourg est annexée par l'Anhalt-Dessau.

## Liste des souverains de l'Anhalt-Bernbourg

### Princes d'Anhalt-Bernbourg (1252-1468)
- 1252-1287 : Bernard Ier
- 1287-1291 : Jean Ier
- 1287-1323 : Bernard II
- 1323-1348 : Bernard III
- 1348-1354 : Bernard IV
- 1354-1374 : Henri IV
- 1374-1404 : Othon III
- 1404-1420 : Bernard V
- 1404-1416 : Othon IV
- 1420-1468 : Bernard VI

### Princes d'Anhalt-Bernbourg (1603-1803)
- 1603-1630 : Christian Ier
- 1630-1656 : Christian II
- 1656-1718 : Victor-Amédée
- 1718-1721 : Charles-Frédéric
- 1721-1765 : Victor-Frédéric
- 1765-1796 : Frédéric-Albert
- 1796-1803 : Alexis-Frédéric-Christian

### Ducs d'Anhalt-Bernbourg (1803-1863)
- 1803-1834 : Alexis-Frédéric-Christian
- 1834-1863 : Alexandre-Charles